# 2016년 kt wiz 시즌
2016년 Kt 위즈 시즌은 kt 위즈가 KBO 리그에 참가한 2번째 시즌이다. 조범현 감독이 팀을 이끈 마지막 시즌으로, 박경수가 주장을 맡았다. 팀은 10팀 중 최하위에 머무르며 2년 연속 최하위 & 3할대 승률을 기록했다.

## 타이틀
- U-23 야구 월드컵 동메달: 박세진, 정성곤, 류희운, 심우준, 정현
- 스포츠서울 올해의 캡틴상: 박경수
- 올스타전 우수타자상: 박경수
- 올스타전 추천선수: 김재윤, 박경수, 이대형
- 올스타전 퍼펙트피처 우승: 드림 올스타
- 올스타전 번트왕 우승: 드림 올스타
- KBO 마케터 선정 전반기 깜짝스타: 주권
- 컴투스프로야구2022 타이틀홀더 라인업: 박경수 (2루수), 이대형 (중견수), 이진영 (지명타자)
- 컴투스프로야구 선정 대를 이은 야구선수들 라인업: 유민상
- 타수: 이대형 (600)
- 완봉: 주권 (1)
- 구원승: 김재윤 (8)
- 견제 아웃: 피어밴드 (6)

### 퓨처스리그
- 아시아 윈터 베이스볼 리그 국가대표: 김만수
- 플레이어스 초이스 어워드 퓨처스리그 우수선수상: 류희운
- 퓨처스 올스타전 우수투수상: 박세진
- 퓨처스 올스타: 류희운, 박세진, 김태훈, 김민혁
- 남부리그 이닝: 류희운 (102.1)

## 선수단
- 선발투수 : 주권, 밴와트, 피어밴드, 마리몬, 정대현, 로위, 피노
- 구원투수 : 심재민, 고영표, 장시환, 이창재, 정성곤, 배우열, 엄상백, 박세진, 홍성용, 조무근, 안현준, 홍성무, 김민수, 채선관, 윤근영, 최원재, 이상화
- 마무리투수 : 김재윤, 김사율, 류희운
- 포수 : 윤요섭, 김종민, 이해창
- 1루수 : 김상현, 남태혁, 유민상, 김연훈
- 2루수 : 박경수, 김영환, 김동은
- 유격수 : 심우준, 정주후, 박기혁
- 3루수 : 마르테, 신현철, 박용근, 문상철
- 좌익수 : 오정복, 김민혁, 하준호
- 중견수 : 김진곤, 배정대, 이대형
- 우익수 : 유한준, 전민수, 김지열
- 지명타자 : 이진영, 김만수, 김동욱

## 특이 사항
- 2군 홈구장으로 익산 국가대표 야구훈련장을 사용한 첫 시즌이다.
- 마리몬은 KBO 리그 역대 최초의 콜롬비아 국적 선수가 되었다.
- 김지열은 2015년 이후 처음으로 KBO 리그 시범경기 단일 시즌 10타점-10득점을 달성했다.
- 신명철은 7월 24일 구단 사상 최초의 은퇴식을 갖고 은퇴했다.
- 이대형은 143경기 654타석 600타수를 소화해 역대 단일 시즌 최다 타수를 소화했으며, 타율 0.320을 기록했다. 그럼에도 불구하고 수비 WAR이 저조해 WAR -0.66에 그쳐 KBO 리그 역대 단일 시즌 음수 WAR을 기록한 타자 중 최다 출전, 타석, 타수, 최고 타율 기록을 보유하고 있다.
- 이대형은 당시 규정 타석 충족 야수 중 유일하게 음수 WAR을 기록했다.
- 이 시즌 팀은 총 1593피안타 927실점 838자책점으로 단일 시즌 팀 최다 피안타, 실점, 자책점을 기록했다.
- 이대형은 땅볼 확률 76.1%로 2013년 이후 규정 타석 충족 타자 중 최고 기록을 세웠다.
- 이대형은 뜬공 확률 19.7%, 외야 뜬공 확률 17.2%로 2013년 이후 규정 타석 충족 타자 중 최저 기록을 세웠다.
- 이대형은 중전 안타 58개, 밀어친 안타 106개로 2013년 이후 단일 시즌 최다 기록을 세웠다.
- 이대형은 상대 투수의 투구가 쉐도우존에 들어온 비율이 28%로 2013년 이후 규정 타석 충족 타자 중 가장 높았다.
- 박세진은 이 시즌까지 통산 구원 경기 당 2.83이닝으로 2013년 이후 KBO 리그 10대 투수 최다 기록을 세웠다.